# Ostroh (Poustka)
Ostroh (in tedesco Seeberg) è una frazione di Poustka, comune ceco del distretto di Cheb, nella regione di Karlovy Vary.

## Geografia fisica
I comuni limitrofi al villaggio sono Seichenreuth, Hŭrka, Dobrošov, Polná e Libá ad ovest, Hazlov, Zelený Háj, Mýtinka, Lipná e Vojtanov a nord, Poutska e Krapice ad est e Lužná, Cetnov, Pomezná, Fischern, Pomezí nad Ohří, Dolní Hraničná e Bříza a sud.

## Monumenti
- Castello di Seeberg
- Cappella
- Memoriale delle vittime della seconda guerra mondiale